# 2012-es romániai parlamenti választások
2012. december 9-én tartották a soron következő parlamenti választásokat Romániában.

## Előzmények
A román liberális és baloldal pártjai 2011 márciusában létrehozták a Szociálliberális Unió (USL) nevű pártszövetséget. Az IMF-fel kötött megállapodást megszorító intézkedésekkel végrehajtó jobboldali Boc-kormány népszerűsége erősen lecsökkent, ezért a kormánykoalíció 2012 februárjában miniszterelnököt cserélt. Az Ungureanu-kormány azonban hamar elveszítette a parlamenti többségét, és áprilisban az USL alakított kormányt (Ponta-kormány).
A júniusi önkormányzati választásokon is az USL tört előre, megszerezte a megyei pártlistás voksok csaknem felét.
A balközép pártszövetség egy népszavazás kiírásával megkísérelte Traian Băsescu államfőt is elmozdítani a pozíciójából, de a július 29-én tartott referendum érvénytelen lett.
A 2012 májusában az USL javaslatára új választási rendszert léptettek életbe, amely többségi elvet vezetett volna be a választási körzetekben, azaz megszüntette volna a kompenzációt, de bizonyos kedvezményeket adott volna a nemzeti kisebbségek számára. Az új szisztéma előreláthatóan 2/3-os többséget biztosított volna a kormánypártoknak. A választási törvény módosítását azonban az alkotmánybíróság júniusban megsemmisítette, így a régi rendszer maradt érvényben.
Eredetileg december 2-án tartották volna a választásokat, de a Ponta-kormány egy héttel lehalasztotta.
2012 szeptemberében a jobbközép pártok is szövetségre léptek Igaz Románia Szövetség (ARD) néven.

## Választási rendszer
Mivel a romániai parlament két kamarás, ezért egyszerre választanak képviselőházi és szenátusi tagokat.
A választási rendszer a 2008-ban bevezetett egyéni választókerületes, egyfordulós, arányos kompenzációs. Az országot 315 képviselői és 137 szenátori választókerületre osztották. A választókerületekben az győz, aki a szavazatok abszolút többségét (legalább 50%+1 szavazat) megszerzi. Ezután a küszöböt elért pártok számára a töredékszavazatok alapján mandátumok kerülnek kiosztásra. A bejutási küszöb progresszív: 5% egy párt esetén, 8% a kettő, 9% a három és 10% négy vagy annál több pártból álló koalíciók esetében. Az alternatív küszöb szerint azok a pártok, koalíciók vagy kisebbségi szervezetek is részt vehetnek a mandátumok szétosztásában, amelyeknek a jelöltjei legalább 6 képviselői és 3 szenátori választókerületben az élen végeztek.
A töredékszavazatok alapján történő mandátumosztás három lépcsős, külön-külön zajlik a képviselőházi és a szenátusi helyekre.
A nemzeti kisebbségek könnyített feltételekkel juthatnak mandátumhoz.
A választhatóság korhatára a képviselőjelöltek esetében 23, a szenátorjelöltek esetében 33 év.
Minden indulni szándékozó jelöltnek 5 havi minimálbérnek megfelelő (2012-ben ez 3500 lej) letétet kell előre befizetnie. A letétet csak az a párt kapja vissza, amely országosan legalább 2%-ot ért el, független jelöltek esetén pedig az, aki a választókerület érvényes szavazatainak legalább 20%-át. A független jelölteknek a képviselőházi induláshoz legalább a körzet választópolgárainak 4%-a, de több mint 2000, a szenátusi induláshoz szintén legalább 4%, de több mint 4000 ajánlást kell összegyűjteniük.

## Induló pártok, pártszövetségek
A választásokon 12 párt vagy pártszövetség és 13 független jelölt indul. A pártok vagy pártszövetségek a következők:
(Zárójelben a román név és a rövidítés szerepel.)
- Szociálliberális Unió (Uniunea Social-Liberală, USL). Tagjai:
  - Szociáldemokrata Párt (Partidul Social Democrat, PSD)
  - Országos Szövetség Románia Haladásáért (Uniunea Naţională pentru Progresul României, UNPR)
  - Nemzeti Liberális Párt (Partidul Național Liberal, PNL)
  - Konzervatív Párt (Partidul Conservator, PC)
- Igaz Románia Szövetség (Alianţa România Dreaptă, ARD). Tagjai:
  - Demokrata Liberális Párt (Partidul Democrat Liberal, PD-L)
  - Polgári Erő (Forţa Civică, FC)
  - Kereszténydemokrata Nemzeti Parasztpárt (Partidul Naţional Ţărănesc Creştin Democrat, PNŢCD)
- Dan Diaconescu Néppártja (Partidul Poporului – Dan Diaconescu, PP-DD)
- Romániai Magyar Demokrata Szövetség (RMDSZ)
- Nagy-Románia Párt (Partidul România Mare, PRM)
- Erdélyi Magyar Néppárt (EMNP)
- Román Ökologista Párt (Partidul Ecologist Român, PER)
- Szocialista Szövetség Pártja (Partidul Alianța Socialistă, PAS)
- Szociáldemokrata Munkáspárt (Partidul Social Democrat al Muncitorilor, PSDM)
- Kereszténydemokrata Nemzeti Párt (Partidul Național Democrat Creștin, PNDC)
- Néppárt (Partidul Popular, PP)
- Szociális Védelem Néppártja (Partidul Popular și al Protecției Sociale, PPPS)

## Közvéleménykutatások
| Dátum                            | Cég            | Induló pártok, pártszövetségek | Induló pártok, pártszövetségek | Induló pártok, pártszövetségek | Induló pártok, pártszövetségek | Induló pártok, pártszövetségek | Induló pártok, pártszövetségek | Induló pártok, pártszövetségek | Induló pártok, pártszövetségek |
| Dátum                            | Cég            | USL                            | ARD                            | PP-DD                          | RMDSZ                          | PRM                            | PNG-CD                         | PER                            | EMNP                           |
| -------------------------------- | -------------- | ------------------------------ | ------------------------------ | ------------------------------ | ------------------------------ | ------------------------------ | ------------------------------ | ------------------------------ | ------------------------------ |
| Dátum                            | Cég            |                                |                                |                                |                                |                                |                                |                                |                                |
| 2012. augusztus                  | IMAS           | 57                             | 18                             | 14                             | 5,8                            | N/A                            | N/A                            | N/A                            | N/A                            |
| 2012 szeptember                  | CSOP           | 48                             | 24                             | 12                             | 5                              | N/A                            | N/A                            | N/A                            | N/A                            |
| 2012 szeptember 24–26.           | InfoPolitic    | 58                             | 16                             | 18                             | 5                              | 2                              | 1                              | N/A                            | N/A                            |
| 2012. október 15–18.             | Public Affairs | 52,1                           | 21,3                           | 11,7                           | 6                              | N/A                            | N/A                            | N/A                            | N/A                            |
| 2012. október                    | IMAS           | 57,4                           | 16                             | 14,9                           | 6,4                            | 5% alatt                       | 5% alatt                       | N/A                            | N/A                            |
| 2012. november 2–5.              | CSOP           | 48                             | 24                             | 14                             | 6                              | 2                              | N/A                            | N/A                            | N/A                            |
| 2012. november 10–19.            | Avangarde      | 62                             | 15                             | 14                             | 3                              | 2                              | 1                              | N/A                            | N/A                            |
| 2012. november vége              | CCSB           | 62                             | 17                             | 10                             | 5                              | 2                              | N/A                            | 4                              | N/A                            |
| 2012. november vége              | CSCI           | 61                             | 19                             | 12                             | 5                              | N/A                            | N/A                            | N/A                            | N/A                            |
| 2012. november 27. – december 2. | Avangarde–CURS | 57                             | 17                             | 15                             | 5                              | 3                              | N/A                            | 1                              | 1                              |

## Kampány
Az USL a 2012. október 17-én a bukaresti Nemzeti Arénában tartott 60.000-es nagygyűlésen mutatta be jelöltjeit.
Victor Ponta hivatalban lévő miniszterelnök, az USL miniszterelnök-jelöltje nem sokat árult el az elképzeléseiből. Új alkotmányt, közigazgatási reformot, adócsökkentést ígért. Az USL másik vezetője, Crin Antonescu előbb az RMDSZ alkotmányozásból való kiszorítását, majd az együttműködés lehetőségét vetette fel. Az USL vezetői számára a 2/3-os alkotmányozó parlamenti többség elérése a cél a választásokon, az abszolút többség (50%+1 fő) elérése biztosnak látszik.
Vasile Blaga, az ARD társelnöke pártjuk jelöltjeinek bemutatásakor kijelentette, hogy ha nyernek, 2013. január 1-jétől 700-ról 815 lejre emelik a minimálbért, a 16%-os egykulcsos adót pedig 12%-ra mérsékelik. Az ARD miniszterelnök-jelöltje Mihai Răzvan Ungureanu korábbi kormányfő. Reklámfelületeiken igyekeztek a népszerűtlen kormányzás időszaka utáni megújulásukat hangsúlyozni, a jobboldal jelöltjeit a korábbi narancssárga után egy szokatlan lila-rózsaszín-szürke színkombinációval is próbáltak elhatárolni.
Dan Diaconescu, a PP-DD elnöke ugyanabban a zsilvásárhelyi (Gorj megyei 6. sz.) választókerületben jelöltette magát, ahol Victor Ponta miniszterelnök.
Az RMDSZ és az EMNP nem tudott megegyezni a közös fellépésről, így a magyar jelöltek egymás ellen indultak. A két párt között éles hangú vita alakult ki. Az esélyesebb RMDSZ-re való szavazásra buzdított Szász Jenő, a Nemzetstratégiai Intézet leendő elnöke és a Királyhágómelléki Református Egyházkerület vezetője is.
Az Új Generáció Pártja–Kereszténydemokraták (Partidul Noua Generatie – Crestin Democrat, PNG-CD) elnöke, Gigi Becali vállalkozó, aki 2009-ben a Nagy-Románia Párt listájáról lett európai parlamenti (EP) képviselő, megegyezett a Nemzeti Liberális Párttal és az USL jelöltjeként indult.
Traian Băsescu államfő személye is központi téma volt a kampányban.

## Eredmények
Kék színnel a kisebbségi szervezetek vannak kiemelve.
| Párt, pártszövetség, jelölt vagy kisebbségi szervezet neve | Párt, pártszövetség, jelölt vagy kisebbségi szervezet neve | Képviselőház   | Képviselőház | Képviselőház | Képviselőház | Képviselőház | Képviselőház | Szenátus       | Szenátus   | Szenátus   | Szenátus   | Szenátus   | Szenátus   |
| Párt, pártszövetség, jelölt vagy kisebbségi szervezet neve | Párt, pártszövetség, jelölt vagy kisebbségi szervezet neve | Jelöltek száma | Szavazatok   | Szavazatok   | Mandátumok   | Mandátumok   | Mandátumok   | Jelöltek száma | Szavazatok | Szavazatok | Mandátumok | Mandátumok | Mandátumok |
| Párt, pártszövetség, jelölt vagy kisebbségi szervezet neve | Párt, pártszövetség, jelölt vagy kisebbségi szervezet neve | Jelöltek száma | száma        | aránya (%)   | száma        | aránya (%)   | változás     | Jelöltek száma | száma      | aránya (%) | száma      | aránya (%) | változás   |
| ---------------------------------------------------------- | ---------------------------------------------------------- | -------------- | ------------ | ------------ | ------------ | ------------ | ------------ | -------------- | ---------- | ---------- | ---------- | ---------- | ---------- |
|                                                            | Szociálliberális Unió                                      | 315            | 4.344.288    | 58,63        | 273          | 66,26        | +94          | 137            | 4.457.526  | 60,10      | 122        | 69,32      | +45        |
|                                                            | Igaz Románia Szövetség                                     | 315            | 1.223.189    | 16,50        | 56           | 13,59        | –59          | 137            | 1.239.318  | 16,70      | 24         | 13,64      | –27        |
|                                                            | Dan Diaconescu Néppártja                                   | 314            | 1.036.730    | 13,99        | 47           | 11,41        | +47          | 136            | 1.086.822  | 14,65      | 21         | 11,93      | +21        |
|                                                            | Romániai Magyar Demokrata Szövetség                        | 315            | 380.656      | 5,13         | 18           | 4,37         | –4           | 137            | 388.528    | 5,23       | 9          | 5,11       | –          |
|                                                            | Nagy-Románia Párt                                          | 197            | 92.382       | 1,24         | –            | –            | –            | 89             | 109.142    | 1,47       | –          | –          | –          |
|                                                            | Román Ökologista Párt                                      | 128            | 58.178       | 0,78         | –            | –            | –            | 49             | 58.335     | 0,78       | –          | –          | –          |
|                                                            | Erdélyi Magyar Néppárt                                     | 37             | 47.955       | 0,64         | –            | –            | –            | 40             | 58.765     | 0,79       | –          | –          | –          |
|                                                            | Romániai Német Demokrata Fórum                             | 1              | 39.175       | 0,52         | 1            | 0,24         | –            |                |            |            |            |            |            |
|                                                            | „Pro-Európa” Roma Párt Szövetség                           | 1              | 22.124       | 0,29         | 1            | 0,24         | –            |                |            |            |            |            |            |
|                                                            | Független jelöltek                                         | 12             | 12.389       | 0,16         | –            | –            | –            | 1              | 728        | 0,00       | –          | –          | –          |
|                                                            | Romániai Macedónok Szövetsége                              | 1              | 12.212       | 0,16         | 1            | 0,24         | –            |                |            |            |            |            |            |
|                                                            | Romániai Örmények Szövetsége                               | 1              | 10.761       | 0,14         | 1            | 0,24         | –            |                |            |            |            |            |            |
|                                                            | Romániai Bánáti Bolgárok Szövetsége                        | 1              | 10.155       | 0,13         | 1            | 0,24         | –            |                |            |            |            |            |            |
|                                                            | Romániai Zsidó Közösségek Föderációja                      | 1              | 10.019       | 0,13         | 1            | 0,24         | –            |                |            |            |            |            |            |
|                                                            | Romániai Albánok Liga Szövetsége                           | 1              | 10.010       | 0,13         | 1            | 0,24         | –            |                |            |            |            |            |            |
|                                                            | Romániai Görögök Szövetsége                                | 1              | 9.863        | 0,13         | 1            | 0,24         | –            |                |            |            |            |            |            |
|                                                            | Néppárt                                                    | 41             | 9.319        | 0,12         | –            | –            | –            | 20             | 11.681     | 0,15       | –          | –          | –          |
|                                                            | Romániai Török-Muszlim Tatárok Demokratikus Szövetsége     | 1              | 9.291        | 0,12         | 1            | 0,24         | –            |                |            |            |            |            |            |
|                                                            | Romániai Csehek és Szlovákok Demokratikus Szövetsége       | 1              | 8.677        | 0,11         | 1            | 0,24         | –            |                |            |            |            |            |            |
|                                                            | Romániai Lipován Oroszok Közössége                         | 1              | 8.328        | 0,11         | 1            | 0,24         | –            |                |            |            |            |            |            |
|                                                            | Romániai Szerbek Szövetsége                                | 1              | 8.207        | 0,11         | 1            | 0,24         | –            |                |            |            |            |            |            |
|                                                            | Romániai Lengyelek Szövetsége                              | 1              | 8.023        | 0,10         | 1            | 0,24         | –            |                |            |            |            |            |            |
|                                                            | Romániai Olaszok Szövetsége – RO.AS.IT.                    | 1              | 7.943        | 0,10         | 1            | 0,24         | –            |                |            |            |            |            |            |
|                                                            | Romániai Ukránok Szövetsége                                | 1              | 7.353        | 0,09         | 1            | 0,24         | –            |                |            |            |            |            |            |
|                                                            | Romániai Törökök Demokratikus Szövetsége                   | 1              | 7.324        | 0,09         | 1            | 0,24         | –            |                |            |            |            |            |            |
|                                                            | Romániai Horvátok Szövetsége                               | 1              | 6.281        | 0,08         | 1            | 0,24         | –            |                |            |            |            |            |            |
|                                                            | Romániai Ruszinok Kulturális Szövetsége                    | 1              | 5.265        | 0,07         | 1            | 0,24         | –            |                |            |            |            |            |            |
|                                                            | Szocialista Szövetség Pártja                               | 13             | 2.331        | 0,03         | –            | –            | –            | 7              | 2.171      | 0,02       | –          | –          | –          |
|                                                            | Szociális Védelem Néppártja                                | 6              | 929          | 0,01         | –            | –            | –            | 2              | 2.100      | 0,02       | –          | –          | –          |
|                                                            | Szociáldemokrata Munkáspárt                                | 2              | 231          | 0,00         | –            | –            | –            | 3              | 1.380      | 0,01       | –          | –          | –          |
|                                                            | Kereszténydemokrata Nemzeti Párt                           | 1              | 38           | 0,00         | –            | –            | –            | 1              | 132        | 0,00       | –          | –          | –          |
| Összesen                                                   | Összesen                                                   | 1714           | 7.409.626    | 100,00       | 412          | 100,00       | +97          | 759            | 7.416.628  | 100,00     | 176        | 100,00     | +39        |

### Térképek
|  |  |

## Politikai következmények
| USL ARD | PP-DD RMDSZ | Kisebbségek |

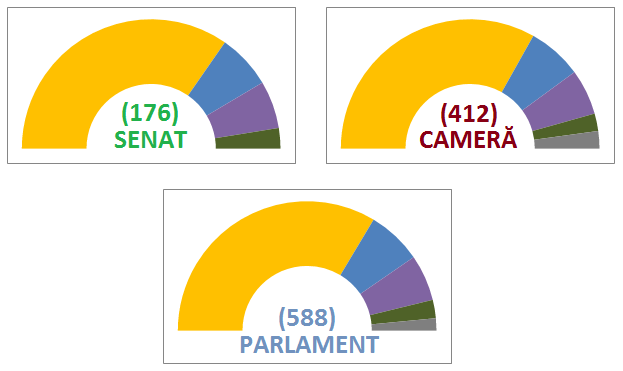
A szenátus, a képviselőház és a két ház együttes ülésének összetétele

Az USL elsöprő győzelmet aratott, a parlament két házának együttes ülésén 2/3-os többséget szerzett, ezzel lehetősége nyílt az alkotmányozásra. A választások után az USL jelöltjeiből megalakult a második Ponta-kormány, a miniszterelnök ismét Victor Ponta, a PSD elnöke lett, Crin Antonescu, a PNL elnöke pedig alighanem az államfői pozíciót szeretné megszerezni magának a 2014-es közvetlen elnökválasztáson.
Az EMNP 1% alatti eredménnyel nem jutott be.
Közvetlenül a választások után, még decemberben kiderült, hogy az RMDSZ október 1-jén, a választások előtt titkos megállapodást kötött az USL-lel, amiben a választások utáni lehetséges kormányzati együttműködés feltételeiről egyeztek meg. Az első nagyobb vitát az USL-en belül az RMDSZ esetleges bevonása a kormányzatba okozta: a PNL ellenezte a tervet, mert így Victor Ponta tovább erősítette volna hatalmát a kormányban a kárukra. Az RMDSZ végül két államtitkári pozíciót kapott az új kormányban, de hivatalosan nem lépett koalícióra. Az államtitkárok: Király András, aki a kisebbségi nyelveken szervezett közoktatásért felelős, és Laczikó Enikő Katalin, aki az Etnikumközi Kapcsolatok Hivatala vezetője.

## Érdekességek
- A választások lebonyolítása 190 millió lejbe került.[34]
- A választások napján helyi népszavazás lesz Mangalián, Costinestiben és Limanuban a palagáz kitermeléséről[35] és Fehér megyében a verespataki és érchegységi ércbányászat újraindításáról.[36]
- A szavazólapra nem x-et kell írni, hanem egy „Votat” feliratú pecséttel kell a megfelelő négyzetbe jelet nyomni.
- Az USL az egyetlen párt vagy szövetség, amely nagyobb arányban kapott mandátumokat, mint a rá leadott szavazatok aránya.

## Lásd még
- Romániai választások